# Heinkel HE 9
L'Heinkel HE 9 fu un idrovolante a scarponi, monomotore e monoplano ad ala bassa sviluppato dall'azienda aeronautica tedesca Ernst Heinkel Flugzeugwerke AG nei tardi anni venti.
Il velivolo era equipaggiato con BMW VI da 660 litri (492 kW). L'equipaggio previsto consisteva di tre persone. Il 21 maggio 1929 l'aereo stabilì numerosi record mondiali per idrovolanti tra cui un record di velocità di 231 chilometri all'ora in un km di percorso con un carico di 1000 kg. Il 10 giugno l'HE 9 stabilì un record di velocità per 1000 km di percorso con un carico di 1000 kg.

### Riviste
- (EN) The Heinkel H.E.9 Seaplane, in Flight, Olympia Speciasl Show Number, 18 luglio 1929,  pp. 728-9, ISSN no (WC · ACNP).